# Don't Let It Break Your Heart
"Don't Let It Break Your Heart" é uma canção do cantor e compositor Louis Tomlinson, gravada para seu álbum de estreia Walls (2020). Foi lançada como quarto single do álbum em 23 de novembro de 2019.

## Antecedentes
Em um comunicado de imprensa oficial, Tomlinson descreveu a faixa como aquela de que "realmente se orgulha" e "uma música sobre esperança e ver o copo meio cheio".

## Recepção crítica
Mike Wass, do Idolator, descreveu a música como "um hino tocante sobre avançar diante das dificuldades", "hino, edificante e muito amigo do rádio" e o "melhor single solo" de Tomlinson. Saskia Postema, da Euphoria Magazine, descreveu a música como "uma balada inspiradora, sincera e fortalecedora" e elogiou a "narração conversacional e simples, mas colorida, de Tomlinson, de seus próprios sentimentos", que "transmite emoção tanto na escrita quanto na voz". Ilana Kaplan, da Rolling Stone, escreveu que a música era "uma visão empoderadora de deixar para trás o desgosto por algo melhor".

## Apresentações ao vivo
Tomlinson estreou a faixa antes de seu lançamento oficial na Coca Cola Music Experience em Madri em 14 de setembro de 2019. Ele também a apresentou ao vivo no Telehit Awards no México em 13 de novembro de 2019 e no Hits Radio Live Manchester em 17 de novembro de 2019. Em 23 de novembro de 2019, Tomlinson apresentou a música no The X Factor: Celebrity.

## Desempenho nas tabelas musicais
| Tabela musical (2019)             | Melhor Posição |
| --------------------------------- | -------------- |
| Escócia (Official Charts Company) | 22             |